# Komin Węgrzynowicza

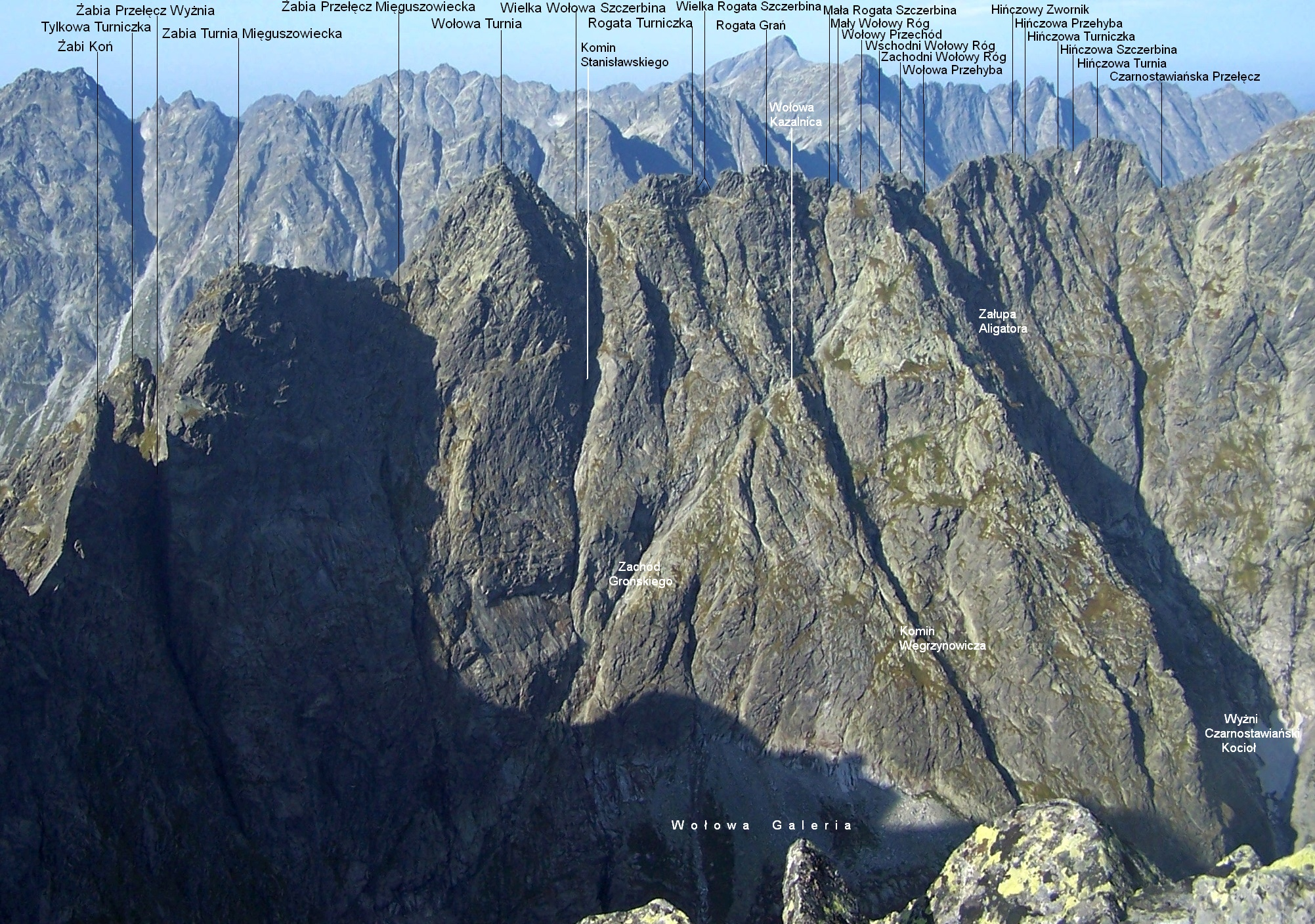
Widok z Rysów

Komin Węgrzynowicza, Żleb Węgrzynowicza lub Węgrzynowicz – wielki żleb i komin na północnej ścianie Wołowego Grzbietu (słow. Volí chrbát) w polskich Tatrach Wysokich. Jest dolnym przedłużeniem wąskiego żlebka opadającego z Małej Rogatej Szczerbiny do Zachodu Grońskiego. Poniżej niego żlebek ten przekształca się w olbrzymie żlebisko o deniwelacji około 580 m, uchodzące do najniższej części Małego Wołowego Żlebu. Ujście to znajduje się kilkadziesiąt merów powyżej miejsca, w którym Mały Wołowy Żleb łączy się z Wielkim Wołowym Żlebem.

## Opis
W Kominie Węgrzynowicza wyróżniają się 4 części:
- dolny, bardzo wąski kanion o wysokości około 90 m i pionowych bocznych ścianach. Jest stale mokry. Jego górną część przecina kruchy zachód oddzielający go od drugiej części;
- szeroki próg między Filarem Wołowego Grzbietu po prawej stronie, a ścianą Wołowej Galerii po lewej. Ma wysokość 150 m i kończy się na górnym poziomie Wołowej Galerii;
- żleb powyżej Wołowej Galerii. Jest szeroki, głęboko wcięty (do 10 m) i dochodzi do Zachodu Grońskiego;
- żlebik powyżej Zachodu Grońskiego. Ma wysokość około 70 m i dochodzi do Małej Rogatej Szczerbiny[1].

Kominem Węgrzynowicza prowadzi droga wspinaczkowa (IV w skali UIAA, czas przejścia 4 godz.). Najtrudniejszy jest drugi odcinek powyżej Wołowej Galerii (5 wyciągów). Pierwsze przejście: Tadeusz Nowicki i Zenon Węgrzynowicz 24 sierpnia 1950 r. Pierwsze przejście zimowe: Janusz Kurczab, Ryszard Szafirski i Krzysztof Zdzitowiecki 18–19 i 22 grudnia 1962 r. (przeszli drogę w dwóch etapach).
Znajduje się w rejonie dopuszczonym do uprawiania taternictwa, jest jednak mało popularny i jego przejścia są rzadkością. Znany himalaista Maciej Berbeka zapytany o swoje najlepsze przejścia tatrzańskie, wymienił tylko 5 przejść, w tym zimowe przejście Kominem Węgrzynowicza w 1972 r. (było to dopiero czwarte zimowe przejście tym kominem).